# Kubu (Bangli)
Kubu is een bestuurslaag in het regentschap Bangli van de provincie Bali, Indonesië. Kubu telt 4499 inwoners (volkstelling 2010).